# Raimbeaucourt
Raimbeaucourt ist eine französische Gemeinde mit 4012 Einwohnern (Stand: 1. Januar 2022) im Département Nord in der Region Hauts-de-France. Sie gehört zum Arrondissement Douai und zum Kanton Orchies. Die Bewohner werden Raimbeaucourtois und Raimbeaucourtoises genannt.

## Geographie
Raimbeaucourt liegt im Regionalen Naturpark Scarpe-Schelde an der Grenze zum Département Pas-de-Calais, acht Kilometer nordnordöstlich von Douai im Nordfranzösischen Kohlerevier. Umgeben wird Raimbeaucourt von den Nachbargemeinden Moncheaux im Nordwesten und Norden, Faumont im Norden und Osten, Râches im Südosten, Roost-Warendin im Süden, Auby im Südwesten sowie Leforest im Westen. Im äußersten Westen der Gemeinde finden sich noch Reste von Bergbaufolgelandschaften sowie einige Häuser der ehemaligen Bergarbeitersiedlung Cité du Plsanty.

## Geschichte
Raimbeaucourt wird erstmals 1079 in den Urkunden der Abtei von Auchy-les-Moines erwähnt, ist aber wohl erheblich älter. Erste Herren von Ribeaucourt werden schon 874 genannt.

### Bevölkerungsentwicklung
| Jahr                       | 1962 | 1968 | 1975 | 1982 | 1990 | 1999 | 2010 | 2020 |
| Einwohner                  | 4215 | 4224 | 4410 | 4494 | 4277 | 4335 | 4126 | 4015 |
| Quellen: Cassini und INSEE |      |      |      |      |      |      |      |      |

## Sehenswürdigkeiten

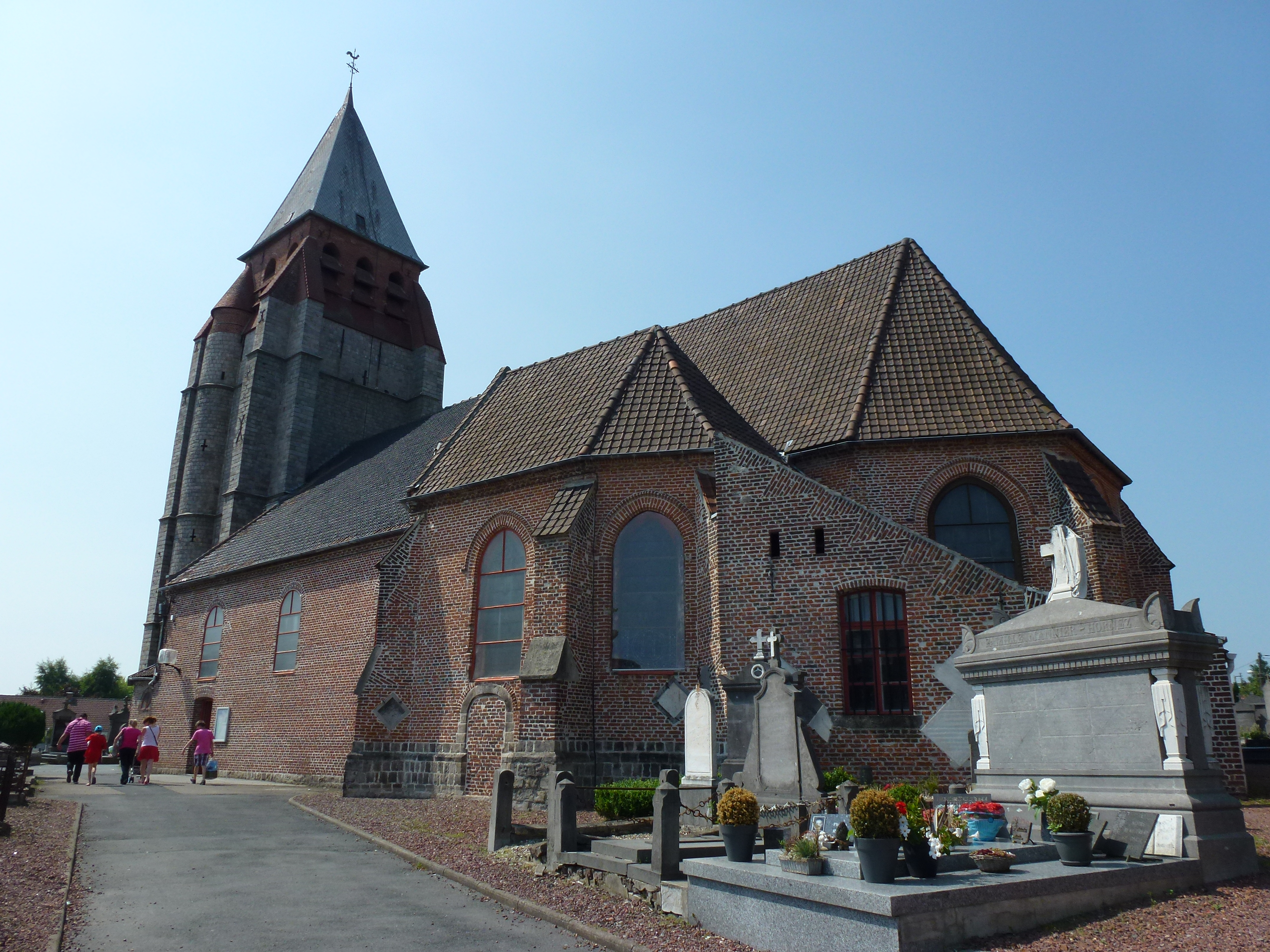
Kirche Saint-Géry
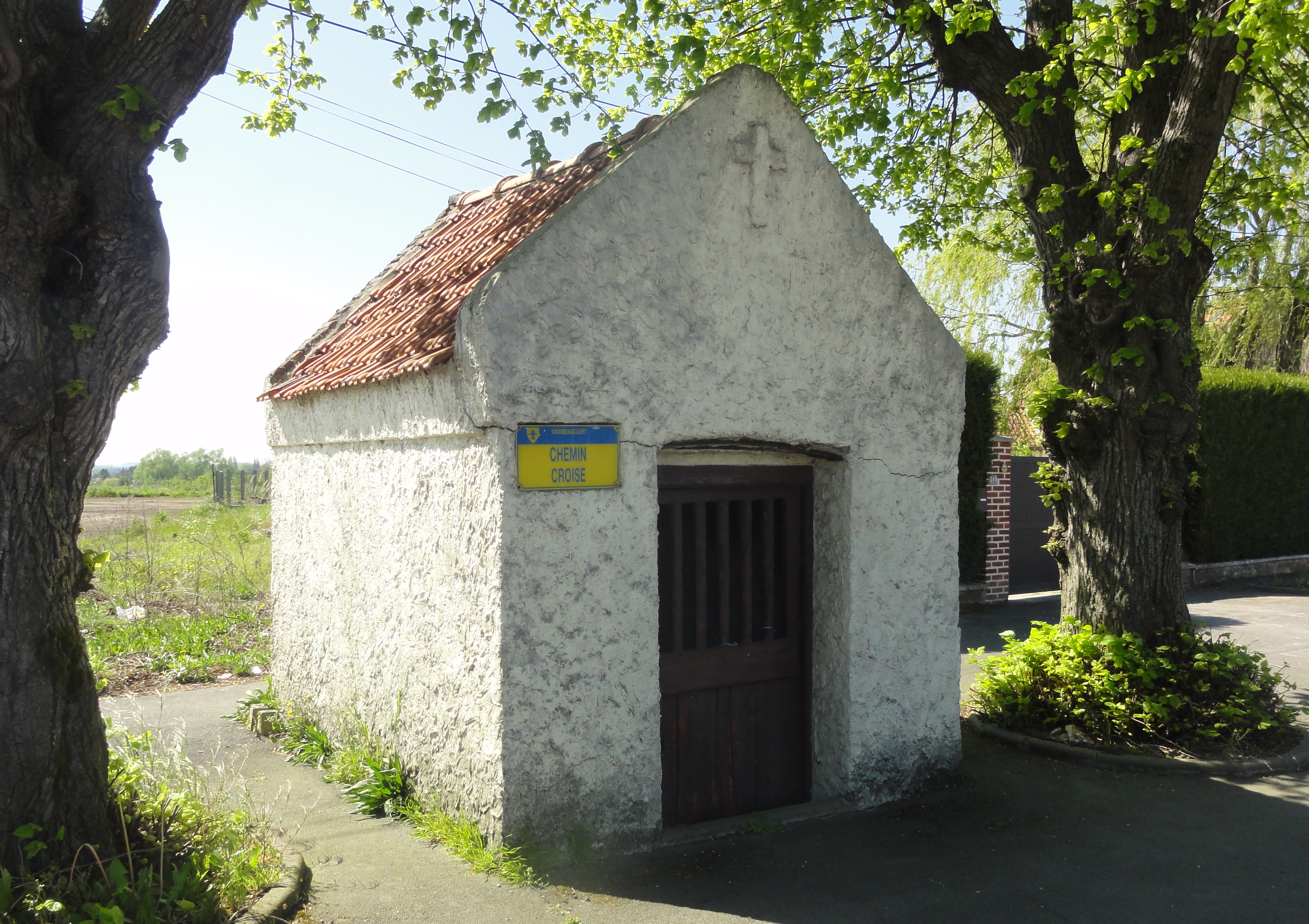
Kapelle Notre-Dame-des-Affligés
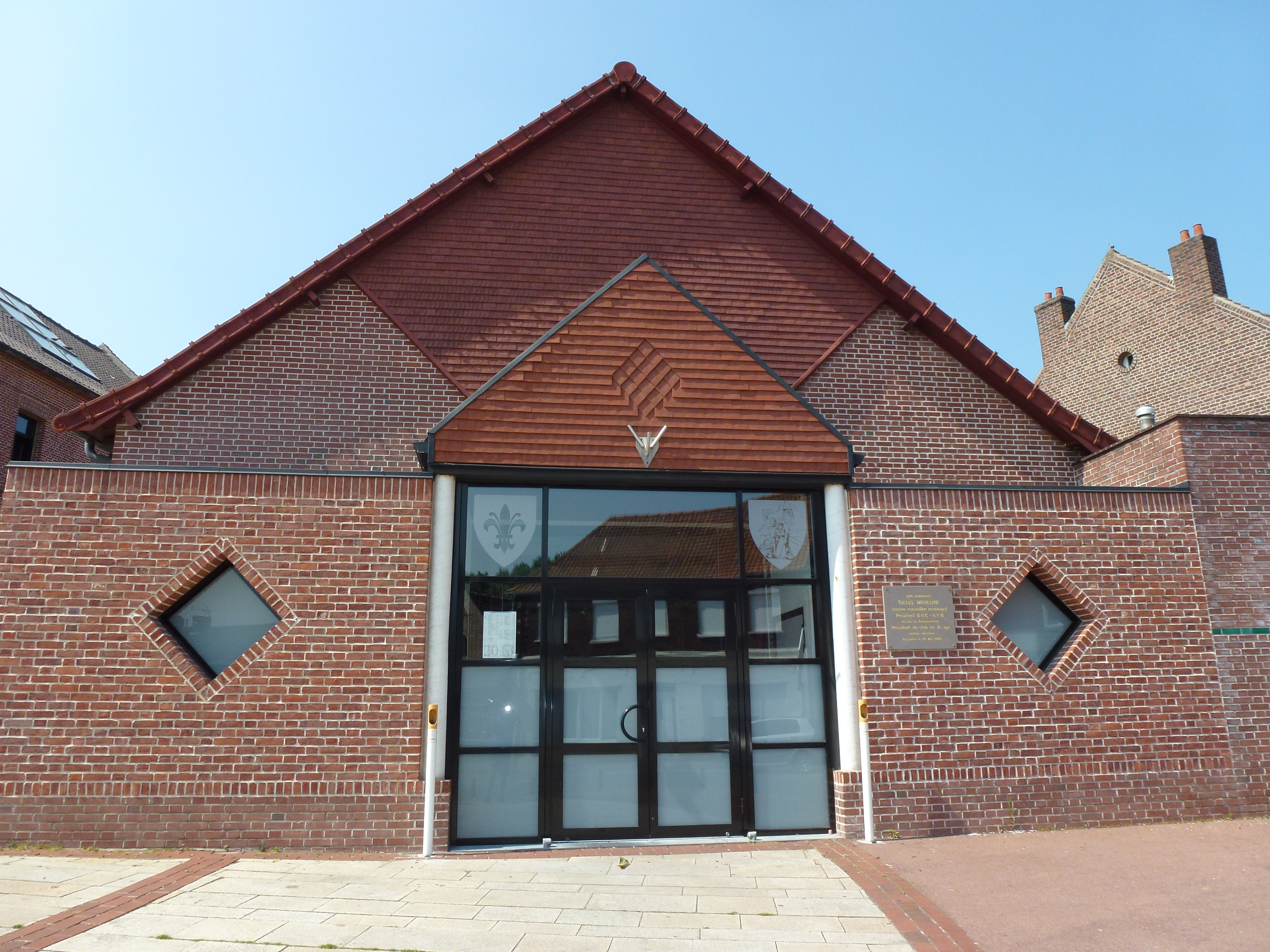
Gemeindefesthalle
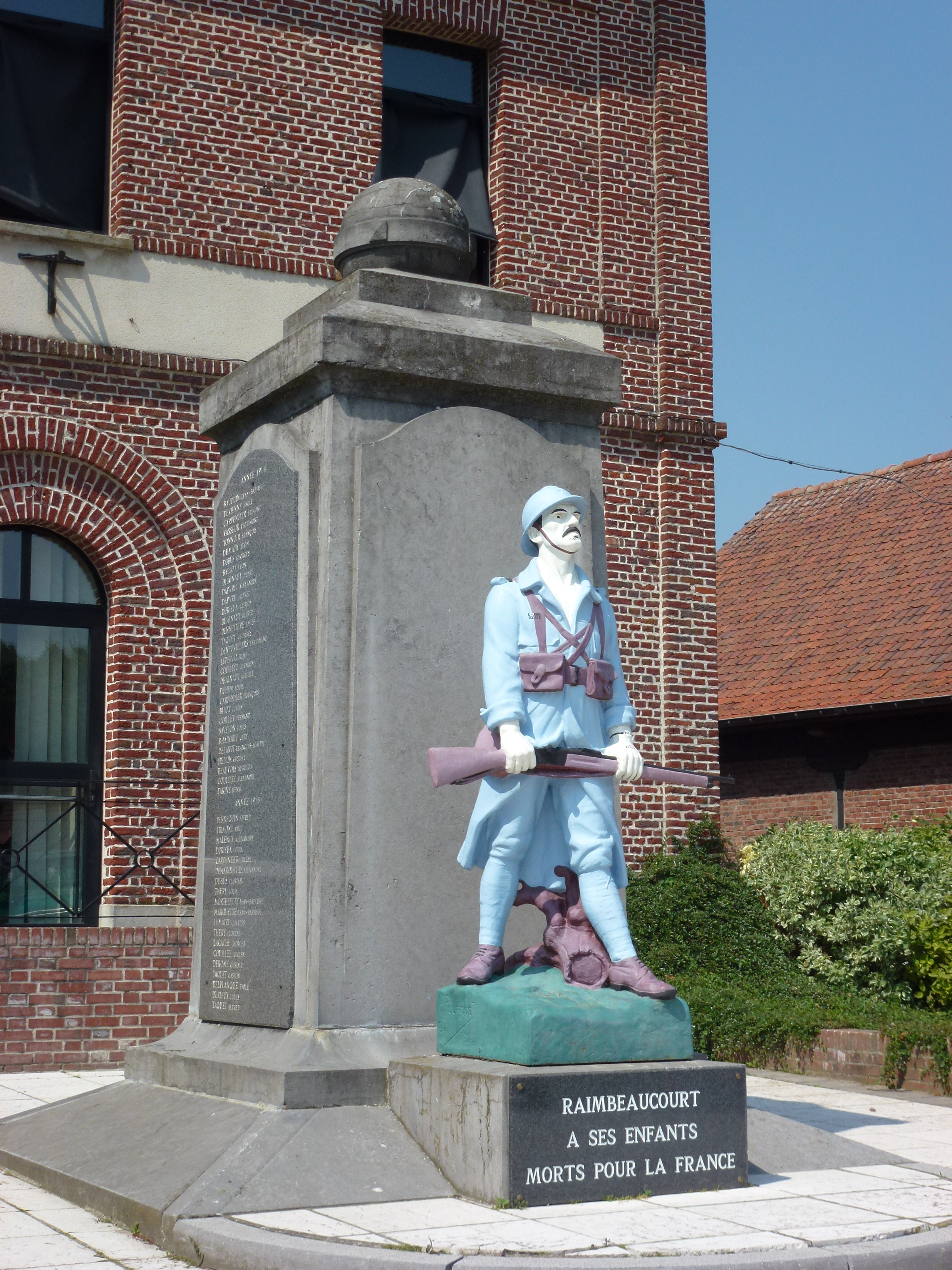
Gefallenendenkmal

- Schloss Ribeaucourt, errichtet zwischen dem 17. und 18. Jahrhundert; vormals eine mittelalterliche Motte
- Schloss Liez
- Britischer Soldatenfriedhof

- Kirche Saint-Géry
- Kapelle Notre-Dame-des-Affligés
- Gemeindefesthalle
- Gefallenendenkmal